# Pulcherula magna
Genre
Espèce
Pulcherula magna, unique représentant du genre Pulcherula, est une espèce d'araignées aranéomorphes de la famille des Salticidae.

## Distribution
Cette espèce est endémique de la région de Tonkpi en Côte d'Ivoire,. Elle se rencontre sur le mont Tonkoui.Le Tonkoui est situé dans l'ouest de la côte d'ivoire. Le Tonkoui signifie" Grande montagne ".

## Description
La carapace du mâle holotype mesure 1,3 mm de long sur 1,0 mm et l'abdomen 1,1 mm de long sur 0,9 mm.

## Systématique et taxinomie
Cette espèce a été décrite par Wesołowska et Russell-Smit en 2022.
Ce genre a été décrit par Wesołowska et Russell-Smit en 2022 dans les Salticidae.

## Publication originale
- Wesołowska & Russell-Smith, 2022 : « Jumping spiders from Ivory Coast collected by J.-C. Ledoux (Araneae, Salticidae). » European Journal of Taxonomy, vol. 841, p. 1-143 (texte intégral).